# Chris Penn
Chris Penn (Los Angeles, 10 de outubro de 1965 — Santa Mônica, 24 de janeiro de 2006) foi um ator norte-americano, irmão de Sean Penn.
Em um de seus papéis mais conhecidos, ele interpretou o criminoso "Nice Guy Eddie Cabot" em Reservoir Dogs, de Quentin Tarantino. Chris Penn também trabalhou com seu irmão Sean Penn no filme At Close Range, de 1986. Também emprestou a voz para o personagem "Eddie Pulaski" do game Grand Theft Auto: San Andreas.

## Filmografia
- Charlie and the Talking Buzzard (1979)
- A Chance (1983)
- Rumble Fish (1983)
- The Wild Life (1984)
- Footloose (1984)
- Pale Rider (1985)
- At Close Range (1986)
- Made in USA  (1987)
- Return from the River Kwai (1989)
- Best of the Best (1989)
- Mobsters (1991)
- Future Kick (1991)
- Reservoir Dogs (1992)
- Leather Jackets (1992)
- Best of the Best 2 (1993)
- The Pickle (1993)
- Beethoven’s 2nd (1993)
- Josh and S.A.M. (1993)
- The Music of Chance (1993)
- True Romance (1993)
- Short Cuts (1993)
- Imaginary Crimes (1994)
- Fist of the North Star (1995)
- Sacred Cargo (1995)
- To Wong Foo, Thanks for Everything! Julie Newmar (1995)
- Under the Hula Moon (1995)
- Dead Mans Walk (1996
- Mulholland Falls (1996)
- The Funeral (1996)
- The Boys Club (1997)
- Papertrail (1997) (a.k.a. Trail of a Serial Killer)
- Deceiver (1997)
- One Tough Cop (1998)
- Rush Hour (1998)
- Family Attraction (1998)
- Cement (1999)
- The Florentine (1999)
- Kiss Kiss (Bang Bang) (2000)
- American Pie 2 (2001) {as Stifler's Dad in a deleted storyline}
- Corky Romano (2001)
- Murder by Numbers (2002)
- Redemption (2002)
- Stealing Harvard (2002)
- Masked and Anonymous (2003)
- Shelter Island (2003)
- Grand Theft Auto: San Andreas (voice of Eddie Pulaski) (2004)
- Starsky & Hutch (2004)
- After the Sunset (2004)
- Pauly Shore is Dead (2004)
- Everwood (2005)
- The Darwin Awards (2006)
- King of Sorrow (2006)
- Holly (2006)

## Morte
Foi encontrado morto em seu condomínio em Santa Mônica, no dia 24 de janeiro de 2006 aos 40 anos. Apesar de Penn ter usado múltiplas drogas no passado, uma autópsia realizada por um Los Angeles County Medical Examiner revelou a causa primária da morte foi "cardiomiopatia não-específica" (doença cardíaca), sendo possíveis circunstâncias contribuintes o medicamento sob prescrição prometazina com codeína e um coração dilatado. Sean Penn tem dito publicamente em uma entrevista na TV que seu irmão morreu por causa de seu peso.
Há informações conflitantes sobre a idade de Chris Penn no momento da morte, com alguns obituários dando 1962 como seu ano de nascimento. Sua mãe informou que a sua data de nascimento era 10 de outubro de 1965, no livro sobre um de seus irmãos, Sean Penn: His Life and Times por Richard T. Kelly (2004).
Penn foi enterrado no Cemitério de Santa Cruz, em Culver City, Califórnia. Seu último filme The Darwin Awards fora exibido no Festival de Sundance um dia após a sua morte.